# Zappa in New York
Zappa in New York è un doppio album live di Frank Zappa pubblicato nel 1978, cronologicamente il ventiduesimo della sua vasta discografia.
L'album venne inizialmente pubblicato in Gran Bretagna nel 1977 dall'etichetta personale di Zappa, la DiscReet Records, e poi velocemente ritirato dal mercato. Una seconda versione del disco, accorciata e censurata con l'eliminazione di alcuni brani ritenuti offensivi, venne ripubblicata nel marzo 1978 dalla Warner Bros. Records. L'edizione del 1978 raggiunse la posizione numero 57 nella classifica statunitense Billboard 200, e una sorprendente sesta posizione in Norvegia.

## Il disco

### Origine e storia
Il materiale dell'album fu registrato durante una serie di concerti tenutisi nel dicembre del 1976 al Palladium di New York. In origine le tracce del disco avrebbero dovuto essere parte di un cofanetto quadruplo in vinile intitolato Läther che sarebbe dovuto uscire nel 1977 ma la Warner Bros. Records impedì la realizzazione di tale formato contravvenendo alle intenzioni di Zappa. Questo rifiuto generò un contenzioso tra Zappa e l'etichetta discografica; inizialmente esso fu apparentemente risolto grazie ad un accordo col quale il compositore italoamericano avrebbe potuto far pubblicare l'intera opera divisa in quattro album. La parte live delle incisioni (ricavata appunto dai concerti newyorkesi) fu la prima ad essere pubblicata in due vinili nel marzo 1978. La versione originale del disco includeva il brano Punky's Whips sarcasticamente dedicato a Punky Meadows, chitarrista degli Angel (un gruppo glam rock americano che all'epoca stava riscuotendo successo). La Warner, temendo possibili procedimenti legali da parte del musicista oggetto delle attenzioni ironiche di Zappa, decise di ritirare dal mercato il doppio LP, ristampandolo poco dopo senza il pezzo in questione che però figurava nelle prime edizioni distribuite in Italia e Regno Unito. Tale comportamento incrinò definitivamente il legame professionale tra Frank e la major: infatti il compositore citò legalmente la casa discografica per violazioni contrattuali (di cui la "querelle" su Zappa in New York è solo una parte) e la "guerra di avvocati" che scaturì dalla denuncia lo tenne impegnato per alcuni anni, alla fine dei quali però uscì vincitore. 

### Descrizione dei brani
Rientrato in possesso dei master originali, l'artista di origini siciliane ripubblicò il disco nel 1991 in formato doppio CD con in scaletta nuovamente Punky's Whips oltre a quattro brani inediti: Cruisin' for Burgers, I'm the Slime, Pound for A Brown e The Torture Never Stops. Nella nuova versione alcune tracce risultano aver subito qualche cambiamento per ammissione dello stesso Frank: infatti alcune parti strumentali sono state sostituite da sovraincisioni postume essendo ritenute ormai datate dal compositore. È il caso per esempio di The Black Page Drum Solo/Black Page #1 in cui Ed Mann, Ruth Underwood e John Bergamo hanno contribuito con nuovi interventi di percussioni; invece in The Purple Lagoon Zappa si concede un assolo di chitarra che va a sostituire una porzione dei nastri originali con in sottofondo alcune percussioni. Tra i brani già presenti nella prima edizione in doppio vinile si fa notare Titties & Beer, posto in apertura, il cui testo (in gran parte recitato e improvvisato) è una rielaborazione in chiave moderna della trama di Histoire du soldat, opera di Stravinskij (addirittura quest'ultimo viene citato esplicitamente da Terry Bozzio all'incirca al quinto minuto dell'esecuzione) da sempre uno dei massimi riferimenti artistici di Zappa. Honey, Don't You Want A Man Like Me? tratta di una fugace avventura sessuale tra una coppia (costituita da un mediocre playboy e una segretaria con velleità femministe) descritta in chiave sarcastica (nel consueto registro del chitarrista). Altra composizione degna di nota è The Illinois Enema Bandit ispirata alle vicende reali dello statunitense Michael H. Kenyon. Quest'ultimo era un anomalo criminale, sorta di incrocio tra un ladro e un sadico, che tra il 1966 e il 1975 compì diverse aggressioni ai danni di numerose persone di sesso femminile; il suo modus operandi consisteva nel derubare le sue vittime dopo avere loro praticato forzatamente dei clisteri a base di acqua calda. Tra i musicisti impegnati nelle registrazioni di questo album figurano i fratelli jazzisti Randy e Mike Brecker oltre a Tom Malone e Lou Marini che sarebbero divenuti di lì a poco membri dei The Blues Brothers; inoltre merita di essere citata anche la partecipazione di Don Pardo, celebre speaker radiotelevisivo statunitense.

## Tracce

### Vinile ed. italiana

#### Disco 1

##### Lato 1
1. Titties & Beer - 6:28
2. I Promise Not To Come In Your Mouth - 3:33
3. Punky's Whips - 10:59

##### Lato 2
1. Sofa - 3:00
2. Manx Need Women - 1:39
3. The Black Page Drum Solo/Black Page#1 - 4:07
4. Big Leg Emma - 2:17
5. Black Page#2 - 5:43

#### Disco 2

##### Lato 1
1. Honey, Don't You Want A Man Like Me? - 4:17
2. The Illinois Enema Bandit - 12:47

##### Lato 2
1. The Purple Lagoon - 18:00

### Edizione CD
disc 1
1. Titties & Beer - 7:36
2. Cruisin' for Burgers - 9:12
3. I Promise Not to Come in Your Mouth - 3:31
4. Punky's Whips - 10:50
5. Honey, Don't You Want a Man Like Me? - 4:15
6. The Illinois Enema Bandit - 12:41

disc 2
1. I'm the Slime - 4:24
2. Pound for a brown - 3:41
3. Manx Need Women - 1.50
4. The Black Page Drum Solo/Black page#1 - 3:50
5. Big Leg Emma - 2:17
6. Sofa - 2:57
7. Black page#2 - 5:36
8. The Torture Never Stops - 12:34
9. The Purple Lagoon/Approximate - 16:40

## Musicisti
- Frank Zappa – direttore, chitarra elettrica e voce
- Ray White – chitarra ritmica e voce
- Eddie Jobson – tastiere, violino e voce
- Patrick O'Hearn – basso e voce
- Terry Bozzio – batteria e voce
- Ruth Underwood – vibrafono, percussioni, sintetizzatore
- Don Pardo – narratore
- Dave Samuels – timpani, vibrafono
- Randy Brecker – tromba
- Mike Brecker – sax tenore e flauto
- Lou Marini – sax alto e flauto
- Ronnie Cuber – sax baritono e clarinetto
- Tom Malone – trombone, tromba e ottavino
- John Bergamo – sovraincisioni di percussioni
- Ed Mann – sovraincisioni di percussioni
- Lou Anne Neill – sovraincisioni di osmotic harp

## Crediti tecnici
- Frank Zappa - produzione e ingegnere del suono del remissaggio;
- Bob Liftin - ingegnere del suono originale delle registrazioni live a New York;
- Davey Moire - missaggio nei concerti live, ingegnere del suono per le sovraincisioni di studio;
- Rick Smith - ingegnere del suono per le sovraincisioni di studio;
- Rex Bogue - modifiche alla chitarra;
- Claus Weidemann - box degli effetti speciali per chitarra;
- John Williams - design del confezionamento;
- Dweezil Zappa - foto di copertina;
- Gail Zappa - altre foto;
- Frank Zappa e Bob Stone - equalizzazione digitale nel 1990.